# سكيب كيندال
سكيب كيندال (بالإنجليزية: Skip Kendall)‏ هو لاعب غولف أمريكي، ولد في 9 سبتمبر 1964 في ميلواكي في الولايات المتحدة.

## وصلات خارجية
- الموقع الرسمي
- سكيب كيندال على موقع رابطة لاعبي الغولف المحترفين (الإنجليزية)
- سكيب كيندال على موقع التصنيف العالمي الرسمي للغولف (الإنجليزية)